# 위다푸

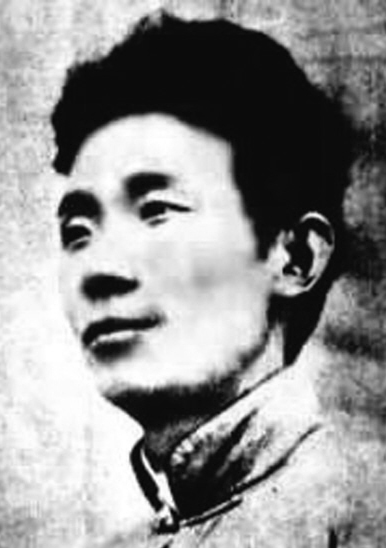
위다푸

위다푸(욱달부, 중국어 정체자: 郁達夫, 간체자: 郁达夫, 병음: Yù Dá Fū, 문화어: 유다부, 1896년 12월 7일 ~ 1945년 9월 17일)은 중국의 소설가이다.
대표작으로 『몰락(沈淪)』, 『잃어버린 양(迷羊)』 등이 있는데, 『몰락』은 몰락해가는 신경질적 개인의 성적 추구를 집중적으로 표현한 작품으로 거듭나며, 퇴폐적이며 자아 폭로적인 경향에 대해 찬양과 비난이 엇갈리면서 열딘 문학토론의 대상이 되었다.

## 생애
저장성 항저우시 출신으로, 위다푸는 태어나자마자 고향의 아름다움을 느끼고 고향을 사랑했다. 그러나 태어난 다음 해에 아버지가 사망하고 어머니만 남게 되자, 아버지 없는 개인으로 태어나 성장해야 했다. 이 때문에 위다푸의 작품은 국가와 사회 대신 자연을, 아버지 대신 어머니를, 남성 대신 여성에 집착하게 된다.
1908년 푸양현립고등소학당에 들어가서 서양식 교육을 받았고, 매우 우수한 성적으로 학교장의 표창을 받음과 동시에 전액 장학금을 받으며 학교생활을 하였다.
1913년 일본으로 유학하여 1919년 도쿄 대학교에 수석으로 입학하였고, 졸업 또한 매우 우수한 성적으로 수석으로 졸업하였다.
1922년에 중국으로 귀국하였고 창조(創造)를 발간하며 많은 소설과 수필과 시와 여행기를 발표했다.
1938년에 중일전쟁의 난리를 피하여 싱가포르로 이민갔고, 거기서 부부생활을 청산해야 하는 등 어려움을 겪었다.
1945년에 일본이 제 2차 세계대전에서 패망하였지만, 그 과정에서 당시 네덜란드령이었던 수마트라로 도피 생활을 중 자신에게 불만을 품은 일본군 헌병에게 무참히 살해당했다.

## 논란
위다푸의 죽음에 대해서 논란이 많은데, 제 2차 세계대전에서 패배한 일본은 제 2차 세계대전에서 승리한 미국과 중국과 영국과 프랑스 등의 대제국들에 의해서 군대를 강제 해산해야 했는데, 위다푸가 사망한 날은 일본이 항복한 지 몇 달 지나서였다. 따라서 일본은 군대를 가질 수 없고 이러한 책임 또한 일본이 부담해야 한다고 주장한다.(중국 정부 측 주장)
반면 위다푸는 일본군 헌병에 의해서 피살된 것이 아니라 단지 어디론가 사라져 행방불명되었다는 주장도 나온다.(일본 정부 측 주장)